# Łokacz Wielki
Łokacz Wielki (prononciation : [ˈwɔkat͡ʂ ˈvjɛlki]) est un village polonais de la gmina de Krzyż Wielkopolski dans le powiat de Czarnków-Trzcianka de la voïvodie de Grande-Pologne dans le centre-ouest de la Pologne.
Il se situe à environ 2 kilomètres à l'ouest de Krzyż Wielkopolski (siège de la gmina), à 40 km à l'ouest de Czarnków (siège du powiat), et à 83 km au nord-ouest de Poznań (capitale de la Grande-Pologne).

## Histoire
De 1975 à 1998, le village faisait partie du territoire de la voïvodie de Piła.

Depuis 1999, Łokacz Wielki est situé dans la voïvodie de Grande-Pologne.